# بن نواس (المحفد)

تعديل مصدري - تعديل

بن نواس هي إحدى قرى عزلة المحفد بمديرية المحفد التابعة لمحافظة أبين، بلغ تعداد سكانها 33 نسمة حسب تعداد اليمن لعام 2004.